# صوفيا مورافيوفا
صوفيا أندريفنا مورافيفا (بالروسية: Софья Андреевна Муравьёва؛ من مواليد 4 أغسطس 2006) هي لاعبة متزلجة فنية روسية حصلت على الميدالية الذهبية في جائزة الاتحاد الدولي للتزلج الكبرى للناشئين في النمسا uhl 2021، والميدالية الفضية في جائزة الاتحاد الدولي للتزلج للناشئين الكبرى في سلوفاكيا عام 2021، وعلى الميدالية الفضية الوطنية الروسية عام 2024، وعلى الميدالية البرونزية الوطنية الروسية للناشئين مرتين (2021، 2022).

## نشأتها
ولدت مورافييفا 04 أغسطس 2006 في يكاترينبورغ، روسيا بدأت رياضة التزلج الفني عندما كانت في الثالثة من عمرها تحت إشراف مدربتها الأولى إيلينا تشايكوفسكايا. بدأت التزلج في أكاديمية يفغيني بلوشينكو عندما كانت في الثالثة عشرة من عمرها.

## روابط خارجية
- صوفيا مورافيوفا في الاتحاد الدولي للتزلج
- Sofia Muravieva على إنستغرام